# Minervio (consularis)
Minervio (latino: Minervius) fu un politico romano del IV secolo.
Ricopriva l'incarico di consularis. Precedentemente al maggio 371, fece parte di una ambasciata formata insieme a Vettio Agorio Pretestato e Volusio Venusto e inviata dal Senato romano presso l'imperatore Valentiniano I, a cui chiesero con successo di non sottoporre a tortura i senatori coinvolti nei processi di Massimino.
È possibile che vada identificato col padre di Minervio, Protadio e Florentino, tre prominenti amici di Quinto Aurelio Simmaco, e come tale nativo di Treviri. Alternativamente potrebbe essere stato il retore Tiberio Vittore Minervio, nativo di Bordeaux e amico di Decimo Magno Ausonio.